# Edoardo Chieppi
Edoardo Chieppi (Milano, 5 gennaio 1899 – ...) è stato un calciatore italiano, di ruolo attaccante.

## Carriera
Nella stagione 1921-1922 ha giocato 3 partite (segnando anche 1 gol) con la maglia dell'Atalanta nel campionato di Prima Categoria, la massima serie dell'epoca. A fine stagione, essendo affetto da una sinovite ad un ginocchio, lascia la società bergamasca per concludere la carriera un anno più tardi.